# Rackové

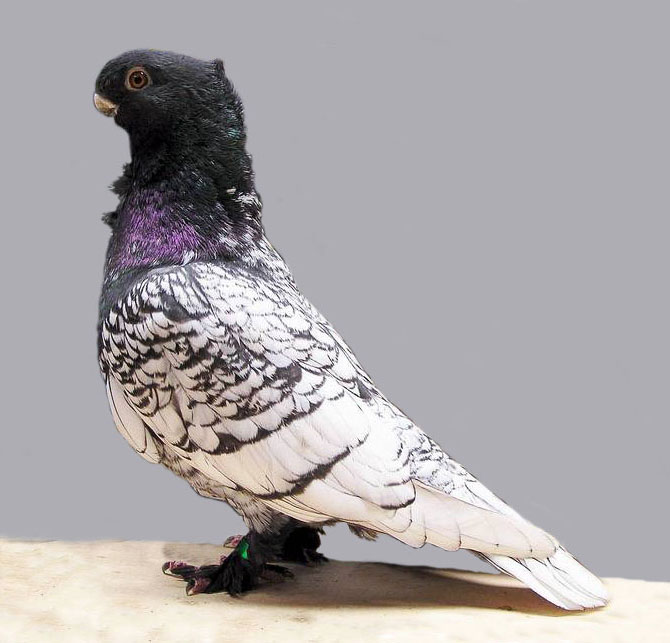
Orientální racek, blondineta černě šupinatá

Rackové jsou skupina okrasných plemen holuba domácího, pro které je typická pernatá náprsenka na hrudi, tzv. jabot. Patří mezi exteriérově nejprošlechtěnější, chovatelsky nejnáročnější a nejcennější holubí plemena vůbec. Jsou to většinou malí a drobní holubi, kteří mají velké, dokonale kulaté hlavy. Utváření profilu hlavy je příznačné pro jednotlivá plemena racků a u těch krátkozobých jí nenarušuje ani zobák, ten bývá jen velmi krátký. Většina racků má navíc tzv. lalůček, který vyplňuje hrdlo ptáka a tvoří tak absolutně kulaté křivky hlavy. Oči jsou velké, výrazné a ohraničené jen úzkými obočnicemi.
Charakteristickým znakem všech holubů racků je jabot. Pernatá náprsenka na hrudi a přední části krku je tvořena zkadeřeným peřím. Dalšími pernatými ozdobami racků mohou být špičaté i lasturovité chocholky či opeřené nohy s rousky.
V minulosti bývali rackové dobrými letci, někteří byli šlechtění i pro letový sport, v současné době jsou především okrasnými voliérovými holuby. Protože většina racků má velice krátké zobáky a s tím vzniklé potíže při krmení holoubat, často je potřeba při jejich chovu použití chůvek, které holoubata odchovají místo rodičů. Povahou jsou to důvěřiví ptáci.
V seznamu plemen EE je plemenné skupině racků vyhrazena číselná řada 0700.

## Krátkozobí rackové

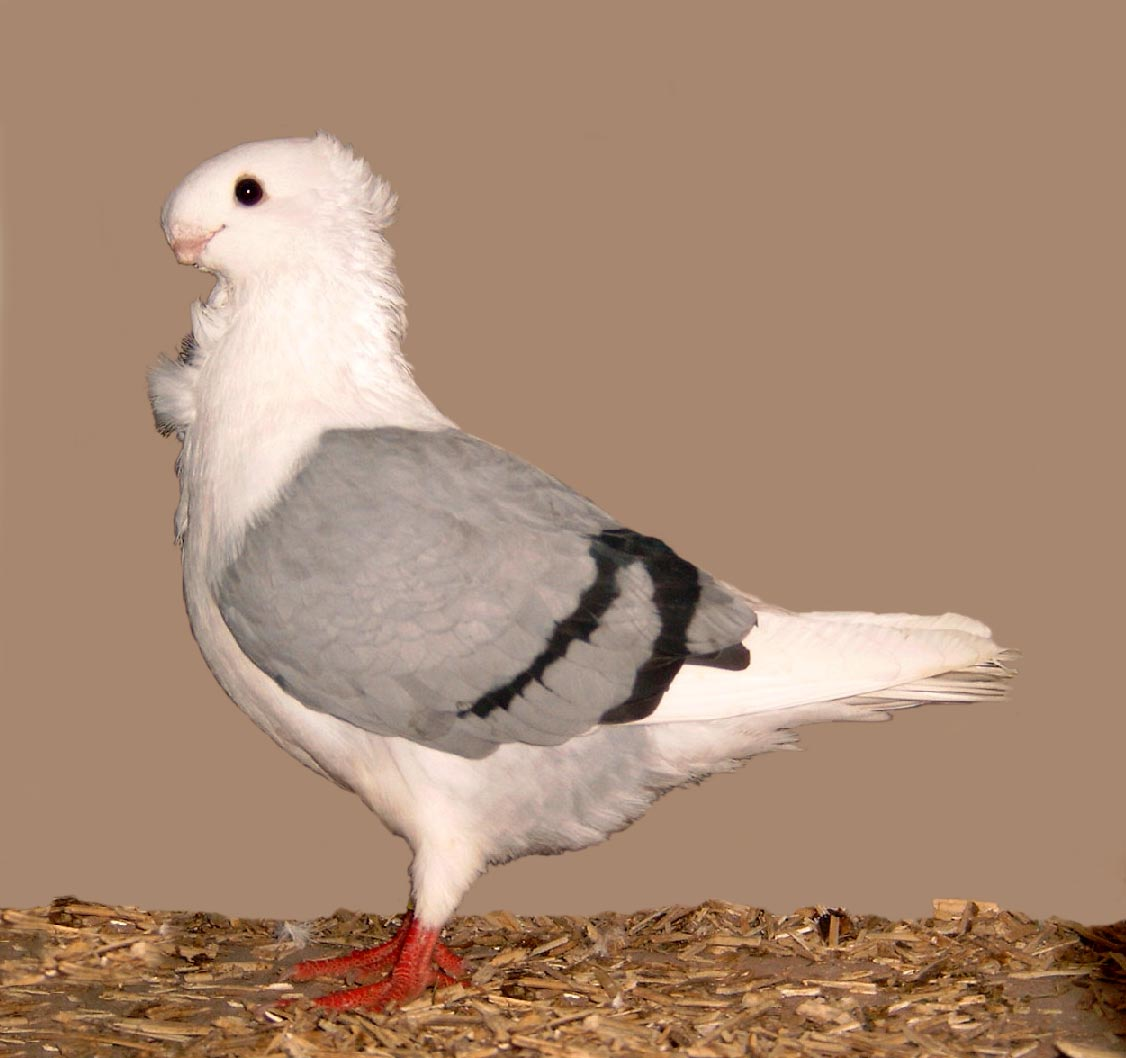
Turbit modrý pruhový

Většina současných plemen racků jsou rackové krátkozobí. Patří mezi ně i nejznámější a nejrozšířenější plemeno racka, orientální racek. Krátkozobými racky je též africký racek, hamburský racek či anglický turbit.

## Středozobí rackové
Středozobým plemenem racka je staroněmecký racek a také racek čínský, u kterého se šlechtění zaměřilo především na pernaté ozdoby a v seznamu EE se již řadí mezi strukturová plemena holubů.

## Seznam plemen racků uznaných EE

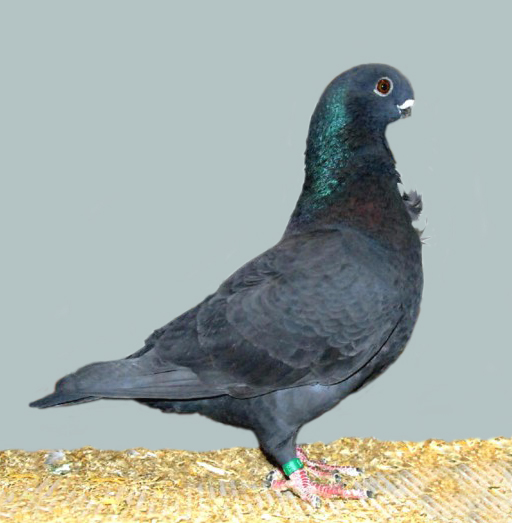
Africký racek černý

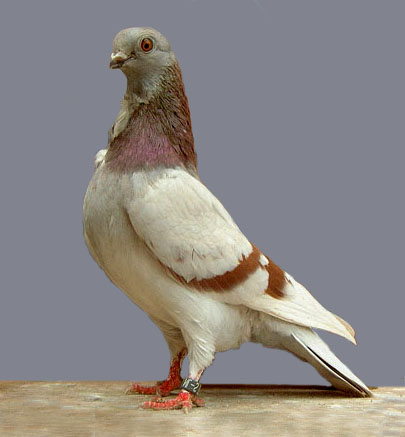
Figurita žlutopruhý

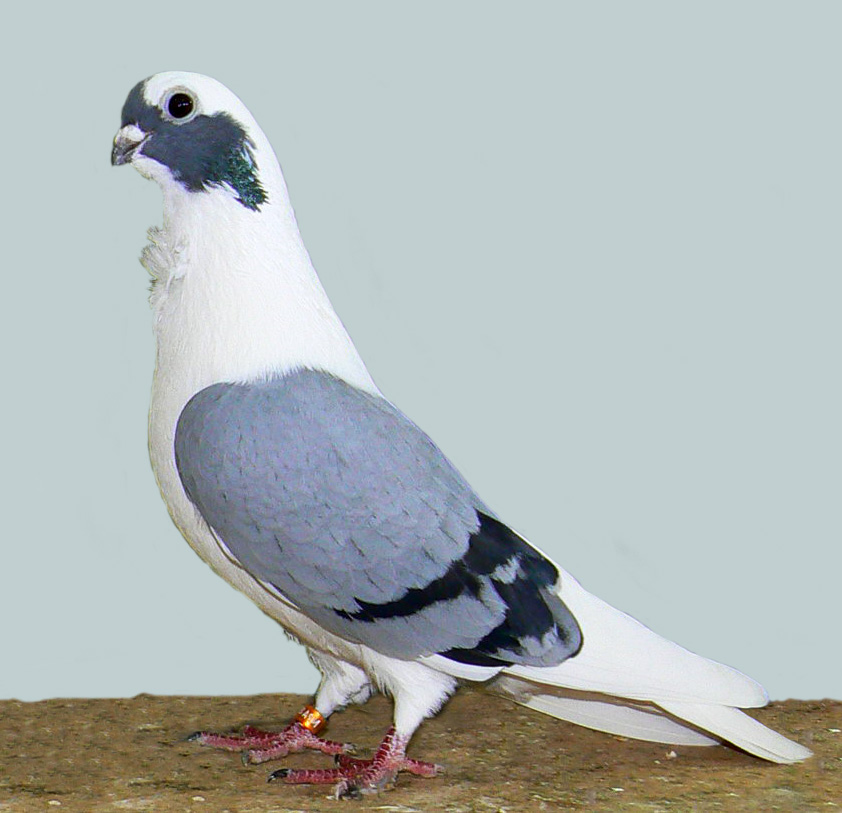
Syrský racek modrý pruhový

| číslo EE | název plemene              | země původu    | český vzorník |
| -------- | -------------------------- | -------------- | ------------- |
| 0701     | antverpský racek           | Belgie         | ne            |
| 0702     | flanderský racek           | Belgie         | ne            |
| 0703     | staroholandský racek       | Nizozemí       | ne            |
| 0704     | staroněmecký racek         | Německo        | ne            |
| 0705     | cášský racek štítník       | Německo        | ne            |
| 0706     | italský racek              | Itálie         | ne            |
| 0707     | hamburský racek            | Německo        | ne            |
| 0708     | německý racek štítník      | Německo        | ne            |
| 0709     | německý barevnoocasý racek | Německo        | ne            |
| 0710     | africký racek              | Velká Británie | ano           |
| 0711     | racek turbit               | Velká Británie | ano           |
| 0712     | anglický racek-sovička     | Velká Británie | ano           |
| 0713     | anatolský racek            | Německo        | ne            |
| 0714     | orientální racek           | Velká Británie | ano           |
| 0715     | racek domino               | Velká Británie | ano           |
| 0716     | turbitin                   | Velká Británie | ne            |
| 0717     | francouzský racek          | Francie        | ne            |
| 0718     | gentský racek              | Belgie         | ne            |
| 0719     | lutyšská sovička           | Belgie         | ne            |
| 0720     | švédský racek              | Švédsko        | ne            |
| 0721     | tuniský racek              | Francie        | ne            |
| 0722     | figurita                   | Španělsko      | ne            |
| 0723     | lutyšský racek             | Belgie         | ne            |
| 0724     | polský racek               | Polsko         | ne            |
| 0725     | syrský racek               | Sýrie          | ne            |
| 0726     | staroorientální racek      | Německo        | ne            |
| 0727     | bulharský racek štítník    | Bulharsko      | ne            |